# 1710 Ґотар
1710 Ґотар (1710 Gothard) — астероїд головного поясу, відкритий 20 жовтня 1941 року.
Тіссеранів параметр щодо Юпітера — 3,514.